# Shali, Bhutan
Shali är en ort i Bhutan. Den ligger i den östra delen av landet, 190 kilometer öster om huvudstaden Thimphu. Shali ligger 2 175 meter över havet och antalet invånare är 4 000.